# Göschberg
Der Göschberg, früher Geßberg genannt, ist ein 620,6 m ü. NHN hoher Berg der Fränkischen Alb in den Gemeindegebieten von Seubersdorf und Deining im Oberpfälzer Landkreis Neumarkt, Bayern (Deutschland).

## Geografische Lage
Der Göschberg liegt zwischen Seubersdorf im Ostsüdosten und Pirkach, einem Gemeindeteil von Deining im Westen; seine Kuppe gehört zum Gemeindegebiet von Seubersdorf. Über den Berg verläuft die Grenze von Südlicher und Mittlerer Fränkischer Alb.

## Landschaftsbild und Geologie
Der Göschberg und umliegende Berge, die teils auch die 600-Meter-Höhenlinie übersteigen, sind dicht bewaldet und werden landwirtschaftlich nicht genutzt. Durch die Bewaldung, die schon auf den ältesten Karten verzeichnet ist, wirkt der Berg recht einheitlich, was jedoch täuscht. Er ist durch zahlreiche herausgewitterte Felsriegel, viele Senken und durch Täler reich gegliedert. Felsgruppen, die auf Schwammwachstum in den Riffzonen des ehemaligen Jurameers zurückgehen, befinden sich auf und um den Göschberg.
In einem Streitfall um Holzmarkrechte wurde der Berg 1452 noch als Geßberg erwähnt.

## Fernmeldeturm Batzhausen/Göschberg
Auf der Kuppe des Göschbergs steht wie auf dem Dillberg wegen seiner guten Lage ein weithin sichtbarer Fernmeldeturm. Der Fernmeldeturm Batzhausen ist ein 128 m hoher Stahlbetonturm (Typenturm) und strahlt ein privates Radioprogramm ab; auf der Frequenz 94,0 MHz wird Radio Charivari, Regensburg mit 1 kW Sendeleistung gesendet. Auch Mobilfunkantennen befinden sich an seinem Mast.